# Copa del Rey 1921
Dvacátý první ročník Copa del Rey (španělského poháru) se konal od 9. dubna do 8. května 1921 za účasti sedmi klubů.
Trofej získal již poosmé ve své historii Athletic Bilbao, který porazil ve finále 4:1 Atlético Madrid.